# Bitva u Gaugamél
Bitva u Gaugamél (řecky Γαυγάμηλα, z perského „velbloudí domy“; dnes vesnice Tel Gomel v severním Iráku), svedená 1. října roku 331 př. n. l., byla jednou z největších a nejvýznamnějších bitev světových dějin. Vojsko Alexandra Velikého v ní dosáhlo zásadního vítězství nad Peršany vedenými králem Dareiem III. Tato bitva je někdy také nepřesně nazývána bitvou u Arbél (dnešní Irbíl).
Během dvou let po bitvě u Issu Alexandr ovládl celé východní pobřeží Středozemního moře a Egypt. Odtud se pak vydal zpět do Sýrie a dále na severovýchod do srdce perské říše. V létě roku 331 př. n. l. Alexandrovo vojsko bez odporu překročilo řeky Eufrat a Tigris a stanulo na planině poblíž vesnice Gaugaméla, kde se jim do cesty postavila obrovská perská armáda a kde byla posléze vybojována rozhodující bitva celé války, která skončila vítězstvím Alexandra Makedonského.

## Protivníci

### Alexandrovi Makedonci a Řekové
Alexandr velel celkem asi 40 000 pěšákům a 7 000 jezdcům. Makedonské vojsko bylo sice početně slabší než perské, převyšovalo však Peršany svojí organizací, disciplínou, pružností velení a zkušenostmi z četných bojů.
Základní kámen makedonského vojska tvořili těžkooděnci (pezhetairoi) organizovaní ve falanze a vybavení kopím dlouhým téměř 6 metrů (sarissa). Elitní pěší jednotku představovali hypaspistas (štítonoši) vyzbrojení podobně jako řečtí hoplíté, avšak relativně pohyblivější. Kromě nich sloužili v makedonském vojsku také peltasti (lehkooděnci) ozbrojení vrhacími zbraněmi: luky, praky nebo oštěpy. Klíčovým mobilním a úderným tělesem makedonského vojska byla těžká jízda tvořená makedonskými šlechtici – královými druhy (hetairoi) – disponujícími brněním, přilbou a kopím určeným spíše k úderu než k vrhu.
Alexandrův otec, Filip II. Makedonský, vybudoval z příslušníků nejednotných, horských kmenů Makedonie mocnou armádu, jejímž vojákům přidělil půdu a usadil je ve městech. Tím si zajistil stálé profesionální vojsko, jehož zdatnost byla utužována častým cvičením a válečnými výpravami. Kromě Makedonců bojovalo v Alexandrově vojsku mnoho spojenců a žoldnéřů z Řecka a také z Thrákie, Ilýrie a Paiónie.
Od Filipa převzal kromě skvělého vojska rovněž jeho taktiku: Zatímco pěchota vázala nepřítele a pokud možno narušovala jeho linii, těžká jízda měla proniknutím do vzniklých mezer v nepřátelském rozestavení nebo napadením protivníkova křídla přivodit rozhodnutí v bitvě. Tento velmi riskantní postup se ukázal být úspěšný ve dvou předchozích bitvách a nakonec rozhodl i samotnou bitvu u Gaugamél.

### Dareiovi Peršané
Perské vojsko čítalo patrně kolem 60 000 až 100 000 mužů (prameny však hovoří i o 250 000 vojácích, nebo dokonce ještě o větším počtu), včetně možná až 20 000 řeckých žoldnéřů, 2 000 těžkých jezdců z Baktrie, 200 válečných vozů se srpy upevněnými na kolech a 15 válečných slonů.
Dareiova armáda se skládala z velkého množství různých kmenů z Mezopotámie, Persie, Baktrie a dalších východních zemí. Jedinou předností byl jejich veliký počet, ovšem ve všech ostatních hlediscích za makedonskými vojáky silně zaostávali, neboť postrádali patřičnou motivaci, výcvik i bojové zkušenosti. O něco vyšší kvalitu měla perská jízda, především její jádro, které tvořila kara – válečná hotovost, která byla trvale ve zbrani.
Jízda sestávala z oddílů ze středního a východního Íránu, dále z Kappadoků a Arménů z Anatolie, stejně jako z válečníků z jižního pobřeží Kaspického moře a ze střední Asie. K nim patřili Baktrové, Sogdové, Skythové a mnoho dalších bojovníků, včetně Indů. V této bitvě Peršané nasadili také válečné vozy se srpy, jejichž úkolem bylo narušit makedonskou falangu.
Z pěchoty mělo s makedonskými vojáky srovnatelnou kvalitu pouze 20 000 Řeků a králova osobní garda, 10 000 Nesmrtelných. Řečtí žoldnéři bojovali ve falanze, jejich štíty byly ale větší než makedonské a jejich kopí dosahovala třímetrové délky, přičemž kopí Nesmrtelných byla pouze dva metry dlouhá. Z ostatních vojáků nosili pouze Arméni zbroj srovnatelné kvality s makedonskou nebo řeckou. Zbytek Peršanů byl ozbrojen jen lehčeji a jako hlavní zbraně sloužily stejně jako za časů Dareia I. luk a šípy.

## Průběh bitvy

### Rozestavení vojsk

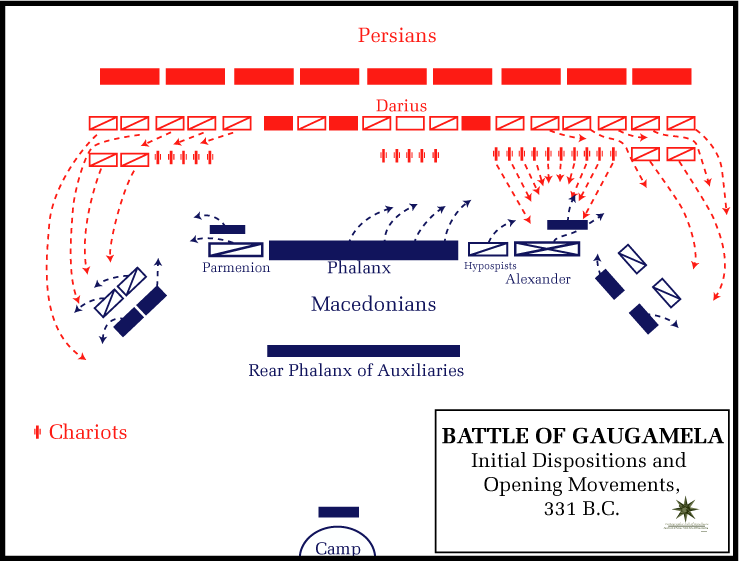
Rozmístění armád před zahájením bitvy

Bitva začala příchodem Peršanů na bojiště. Dareios nejprve rozmístil svoji jízdu a válečné vozy, pro něž nechal vyčistit předpolí své linie od křovin a ostatní vegetace, aby tak dosáhl jejich co nejvyšší efektivity. Vozy byly dále podporovány 15 indickými slony, třebaže ti nakonec do bitvy vůbec nezasáhli.
Dareios sám se podle zvyku perských králů obklopil svoji nejlepší pěchotou uprostřed bitevního šiku. Napravo od něj stáli řečtí žoldnéři, nalevo pak umístil svoji tělesnou stráž – Nesmrtelné. Dále měl kolem sebe indickou, kárskou a perskou jízdu. Ostatní perská pěchota byla rozdělena do dvou řad, přičemž pěšáci v první linii byli zajišťováni pomocnými oddíly z druhé řady.
Po obou křídlech byla rozestavena jízda. Béssos na levé straně velel Baktrijcům a dále perské, skytské a jiné východní jízdě. Vozy byly rozestavěny v čele perské sestavy. Pravému křídlu velel Mazaios, jemuž podléhala jízda ze Sýrie, Médie, Mezopotámie, Parthie, Kappadokie, Arménie a mnoha dalších zemí. Nejlepší z nich, Kappadokové a Arméni, tvořili čelo Mazaiovy formace. Další část jeho jezdců měla Makedonce obejít a vpadnout do zad Parmenionovu levému křídlu.
Makedonské levé křídlo, jak již bylo zmíněno, bylo svěřeno nejschopnějšímu Alexandrovu veliteli – Parmenionovi. Alexandr měl přímé velení nad pravým křídlem. Sám bojoval po boku svých hetairoi doprovázených také lehkou makedonskou jízdou, Paióny a částí žoldnéřské jízdy. Zbytek žoldnéřů měl za úkol krýt makedonské střelecké jednotky umístěné za falangou. Parmenionovo levé křídlo bylo posíleno výbornými thesálskými jezdci a také thráckou jízdou. Jejich úkolem bylo zajišťovat Parmenionův týl, zatímco Alexandr měl z pravé strany podniknout rozhodující úder.
Falanga byla rozmístěna ve dvou liniích. Vzhledem k převaze Dareiovy jízdy nad Alexandrovou v poměru 5:1 se zdálo nemožné zabránit Peršanům v obklíčení makedonských křídel. Druhá linie pěchoty, která se skládala především z řeckých spojenců a žoldnéřů, měla proto zasáhnout na pomoc ohroženým křídlům.

### Zahájení boje
Alexandr v této bitvě použil unikátní taktický postup, jaký byl v celých dějinách vojenství aplikován již jen několikrát. Jeho plánem bylo upoutat na svých křídlech co největší množství perské jízdy. Účelem této jeho snahy bylo vytvořit mezeru v nepřátelské linii, kde by pak mohl osobně udeřit proti Dareiovi, stojícímu ve středu perského vojska. Pro úspěch celého plánu bylo nezbytné přesné načasování a dokonalá součinnost jednotlivých druhů makedonského vojska. Křídlům nařídil Alexandr stočit se zpět pod úhlem 45 stupňů, aby tak mohly snáze zachytit útok perské jízdy.
Když takto uspořádal své muže, vydal se Alexandr se svou jízdou pomalu na pravou stranu bojiště, čímž byl Dareios, zneklidněný Alexandrovým manévrem, donucen proti své vůli (po zkušenosti z bitvy u Issu) zahájit útok. Velká část perské jízdy Alexandra ze středu bojiště bedlivě následovala na jeho pravé (perské levé) křídlo. Nepostřehla však, že skryti za jízdou se s řeckými jezdci pohybují i oddíly peltastů (střelců), většinou šlo o prakovníky, ale byli mezi nimi i vrhači oštěpů a lučištníci).
Dareios vrhl do boje nejprve své válečné vozy. Říká se, že Makedonci si na tuto ničivou perskou zbraň připravili speciální taktiku, aby vozům zamezili narušit jejich postavení. První řada měla před vozy ukročit stranou a otevřít tak mezeru v linii, do níž koně, kteří odmítali běžet proti kopím první linie, zajeli, načež zastavili před druhou linií. Vozatajové byli následně snadno zabiti a nasazení vozů mělo proto nakonec jen malý účinek. Tato taktika ukončila éru válečných vozů.

### Alexandrův útok

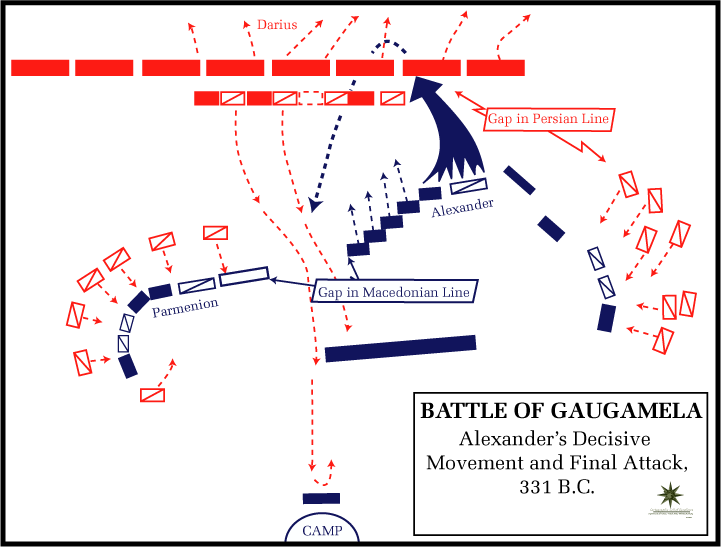
Alexandrův rozhodující útok

Poté dal Dareios pokyn k útoku své první linii pěchoty a jízdě. Úderem Peršanů na pravé makedonské křídlo vznikla mezi Béssovým křídlem a Dareiovým středem mezera, přesně jak Alexandr očekával. V tomto okamžiku vyvedl Alexandr svoji těžkou jízdu z boje a připravil se na rozhodující útok na střed perských linií. Své muže zformoval do obrovského klínu a zaútočil. Za ním postupovali jeho pěší hypaspisté a lehkooděnci. Palba prakovníků a dalších střelců znemožnila perské jízdě efektivní zásah proti tomuto útoku.
Tento klín pak vrazil do oslabeného perského středu, kde se mu na odpor postavili Nesmrtelní a řečtí žoldnéři. Béssos na levém křídle ztratil spojení s Dareiem a ve snaze předejít obklíčení začala jeho jízda ustupovat. Samotnému Dareiovi nyní hrozilo odříznutí. V líčení toho, co následovalo, se starověké prameny rozcházejí, nicméně většina z nich se shoduje v tom, že Dareios ztratil kuráž a uprchl z bojiště následován zbytkem své armády. Perští historikové a také Diodóros Sicilský však tvrdí, že král uprchl až poté, co ho opustili jeho vlastní vojáci.

### Levé křídlo
Alexandr se mohl pustit do pronásledování Dareia, avšak v tomto okamžiku obdržel zoufalou zprávu od Parmeniona z levého křídla (událost, která byla později použita Kallisthenem a dalšími k očernění Parmeniona). Alexandr byl nucen volit mezi stíháním krále a ztrátou své armády. Nakonec se rozhodl pomoci Parmenionovi a vyprostit tak svoje vojsko. Pronásledování krále muselo prozatím počkat.
Když Alexandr napadl perský střed, vznikla mezi ním a Parmenionem skulina, do které pronikla perská a indická jízda. Zde však učinila osudovou chybu. Místo aby se otočila, napadla Parmenionovu falangu zezadu a dokončila tak její obklíčení, vydala se vyplenit makedonský tábor. Peršané se dokonce pokusili zachránit královnu matku Sisygambis, která s nimi ale odmítla odejít. O tom, jaké nebezpečí tento průnik představoval, vypovídá fakt, že při svém ústupu Indové pobili přes 60 Alexandrových hetairů.
Po zhroucení středu perské formace se začal Mazaios stejně jako předtím Béssos stahovat. Oproti Béssovu křídlu však Mazaiovi Peršané vystavení útokům thesálských jezdců brzy upadli v naprostý zmatek a jejich ústup se tak proměnil v masakr.

## Důsledky bitvy
Po bitvě se Parmenion zmocnil celého perského trůnu, zatímco Alexandr a jeho těžká jízda se pokusili pronásledovat Dareia. Podobně jako po vítězství u Issu získali Makedonci ohromnou kořist asi 4 000 talentů a také Dareiův osobní válečný vůz a luk. Ukořistěni byli rovněž všichni váleční sloni.
Dareiovi se podařilo uniknout z bitvy a s malým jádrem svých sil prchal směrem do Ekbatany. Krále dostihl také Béssos a jeho baktrijská jízda, stejně jako část Nesmrtelných a asi 2 000 řeckých žoldnéřů. Na svém útěku pronesl Dareios ke svým zbývajícím vojákům řeč, v níž vyjevil svůj záměr uchýlit se na východ a tam shromáždit novou armádu s níž by Alexandra porazil. Zatím Mazaios otevřel Makedoncům brány Babylónu, jenž tak padl bez boje navzdory svým silným hradbám. Alexandr se stal nezpochybnitelným vládcem Malé Asie a přilehlého okolí. Prchající Dareios byl brzy poté zavražděn Béssem.

## Filmové zpracování
Průběh bitvy u Gaugamél byl velice věrně a plasticky vyobrazen (jen s drobnými nepřesnostmi) ve filmu amerického režiséra Olivera Stonea Alexandr Veliký z roku 2004.